# Elaeocarpus insignis
Elaeocarpus insignis är en tvåhjärtbladig växtart som beskrevs av Henry Nicholas Ridley. Elaeocarpus insignis ingår i släktet Elaeocarpus och familjen Elaeocarpaceae. Inga underarter finns listade i Catalogue of Life.